# Mejoría de la muerte
El término mejoría de la muerte hace referencia a una aparente mejora que se produce poco tiempo antes de que una persona fallezca. En muchos casos llega a desconcertar a los allegados de la persona, ya que consideran esta mejoría como una recuperación de un proceso agónico.
Cuando la mejoría está relacionada con las facultades mentales se denomina lucidez terminal o lucidez paradójica.